# سكوت ماكلاين
سكوت ماكلاين (بالإنجليزية: Scott McClain)‏ هو لاعب كرة قاعدة أمريكي، ولد في 19 مايو 1972 في مقاطعة فينتورا في الولايات المتحدة.

## وصلات خارجية
- سكوت ماكلاين على موقع دوري كرة القاعدة الرئيسي (الإنجليزية)
- سكوت ماكلاين على موقع الدوري الياباني لكرة القاعدة (الإنجليزية)
- سكوت ماكلاين على موقعبيزبول رفرنس.كوم (الدوري الرئيسي) (الإنجليزية)
- سكوت ماكلاين على موقع إي إس بي إن.كوم (أم.أل.بي) (الإنجليزية)
- سكوت ماكلاين على موقع مشجعي الرسوم البيانية (الإنجليزية)